# Hamra (Liban)
 (août 2014).
Si vous disposez d'ouvrages ou d'articles de référence ou si vous connaissez des sites web de qualité traitant du thème abordé ici, merci de compléter l'article en donnant les références utiles à sa vérifiabilité et en les liant à la section « Notes et références ».
Pour les articles homonymes, voir Hamra.
La rue Hamra (arabe : شارع الحمراء, Shariʿ Al Hamra, « rue rouge ») est une des rues les plus célèbres de Beyrouth, la capitale du Liban. Par extension, le nom désigne aujourd'hui l'ensemble du quartier environnant, à l'ouest de la ville, qui fait partie du district de Ras Beyrouth .

## Situation et accès
Hamra est une rue des plus fascinantes de Beyrouth : importante artère commerciale, elle est très fréquentée de jour comme de nuit et elle est également réputée pour ses nombreux cafés trottoirs, librairies, et bars. 
Le quartier, qui est surnommé les « Champs-Élysées de Beyrouth », est le centre culturel de la capitale libanaise, connu pour ses librairies et cafés fréquentés par les intellectuels libanais, arabes et français, ainsi que par les étudiants de l'université proche, l'AUB (Université Américaine de Beyrouth), l'LAU (Université Libanaise Américaine), ainsi que l'Université Haigazian.

## Bâtiments remarquables et lieux de mémoire
La chanteuse Fairuz et son fils, le célèbre compositeur libanais Ziad Rahbani, y résident.

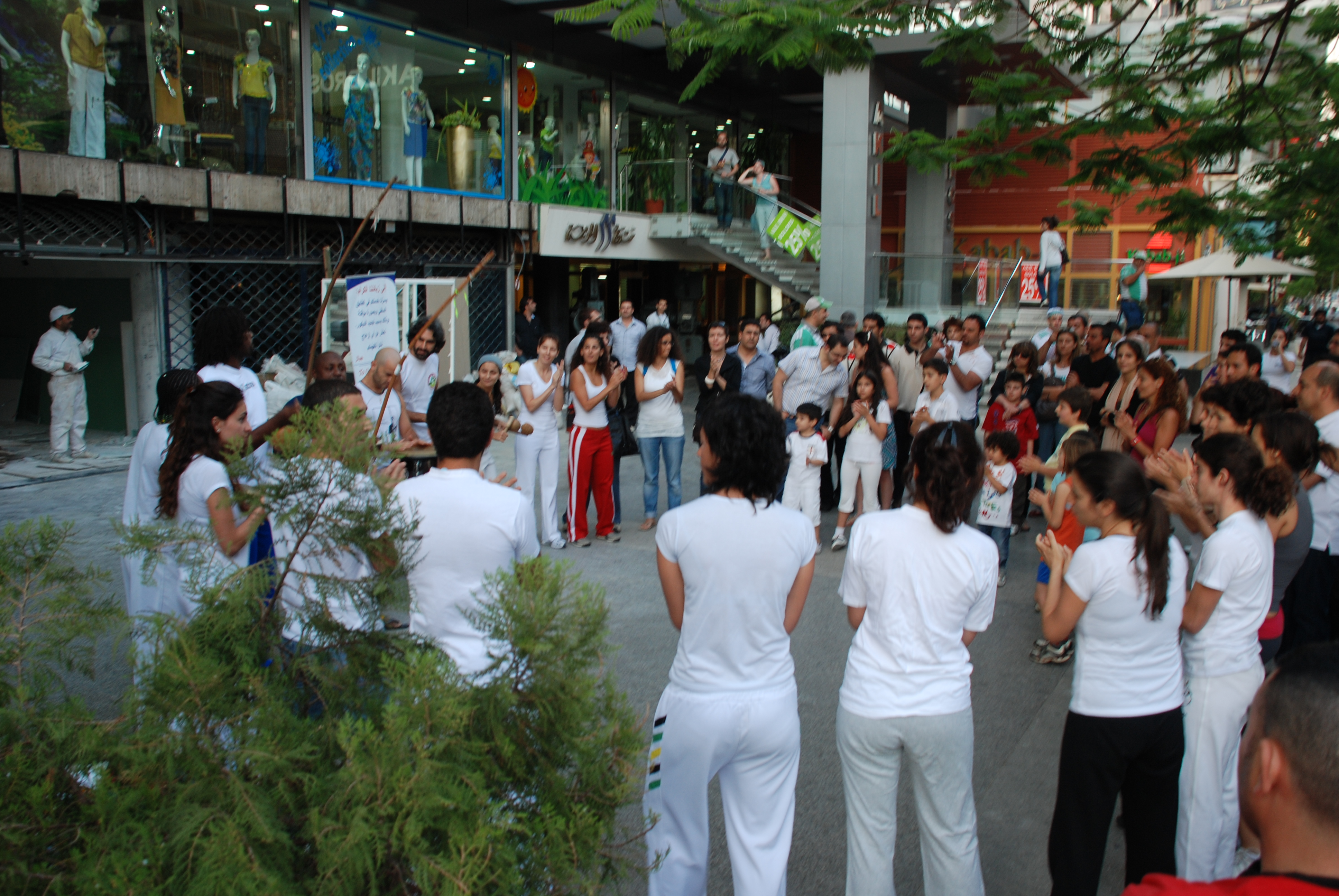
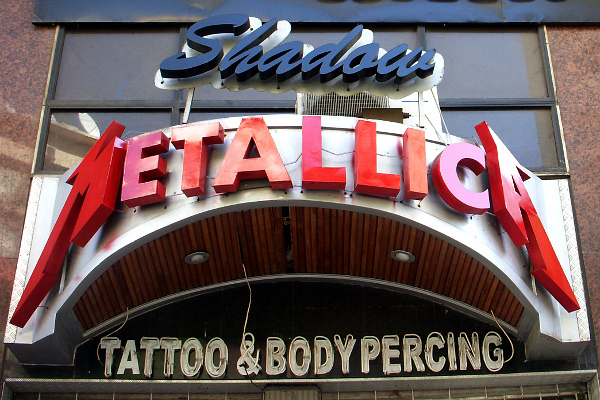
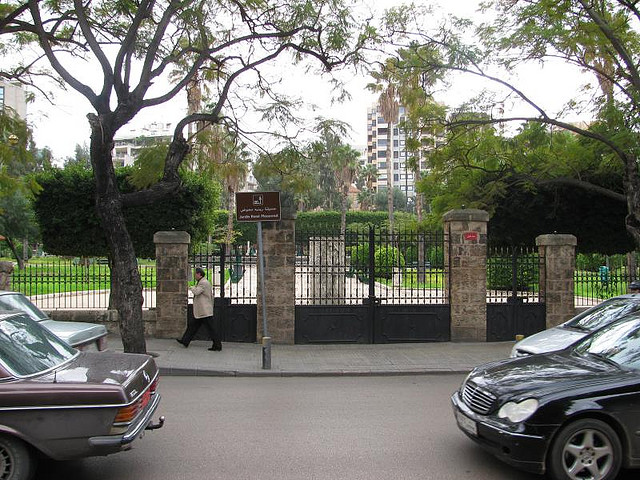
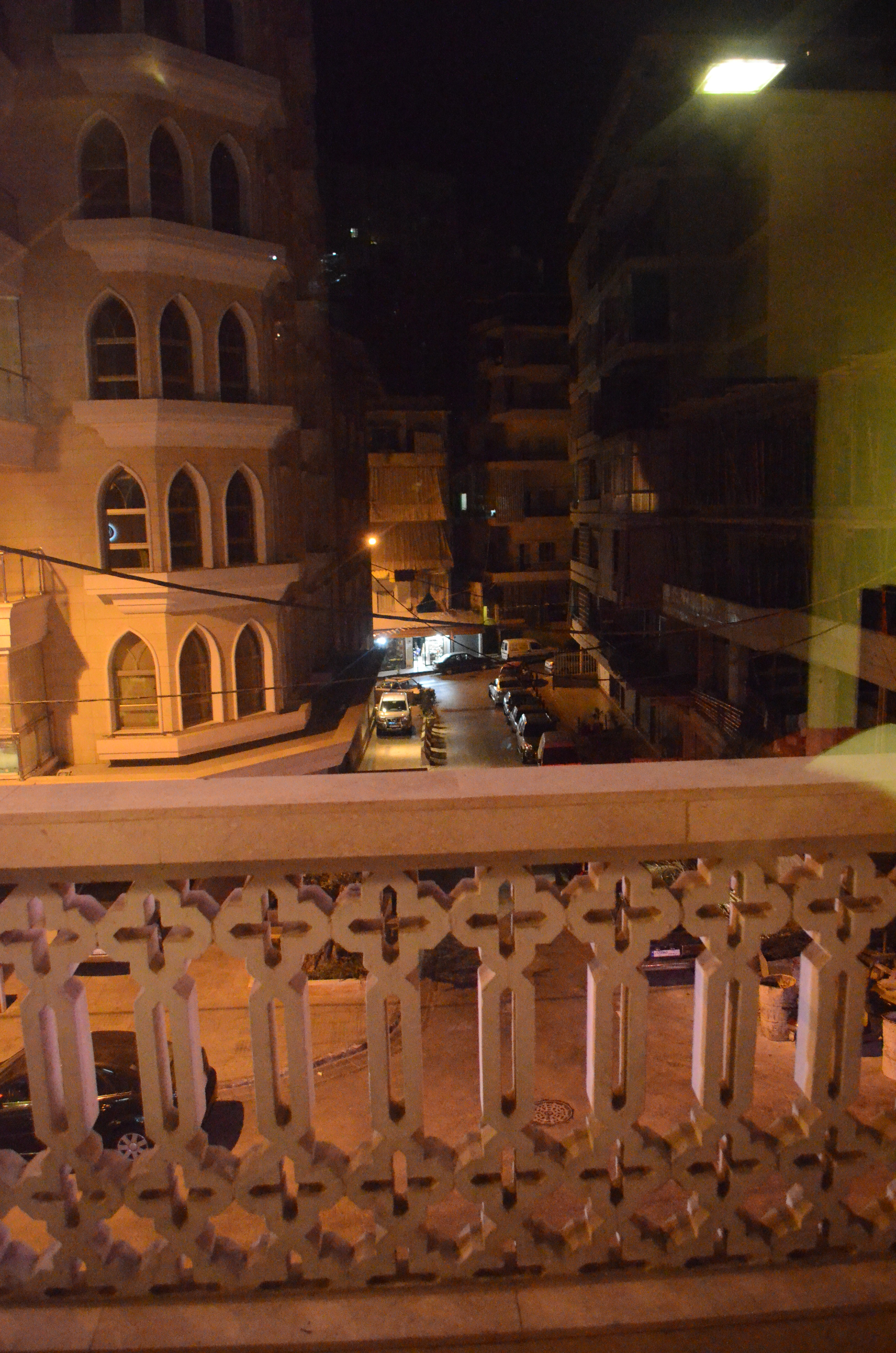
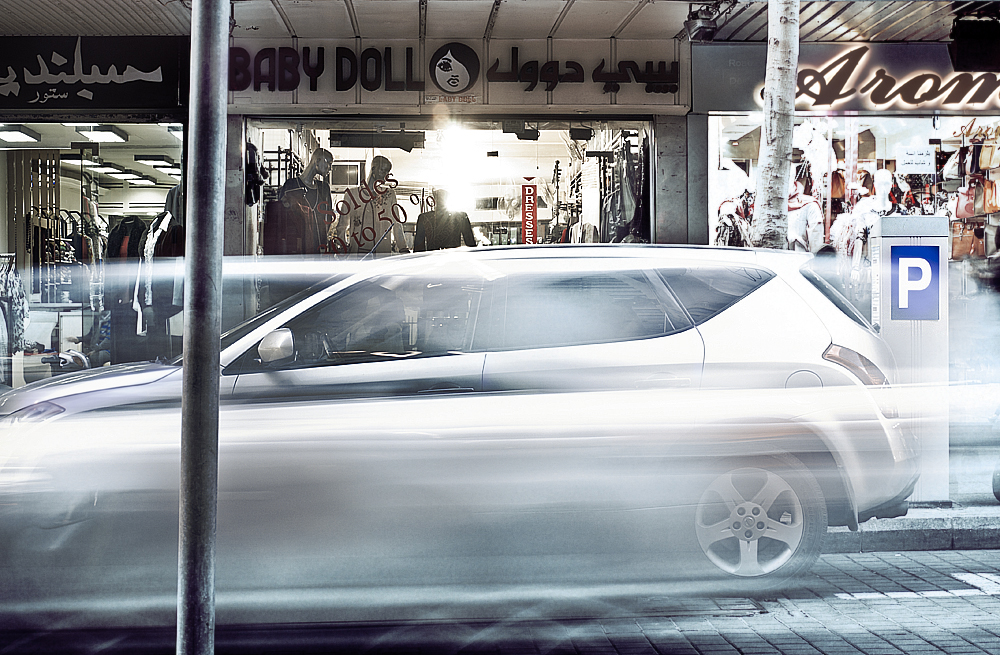
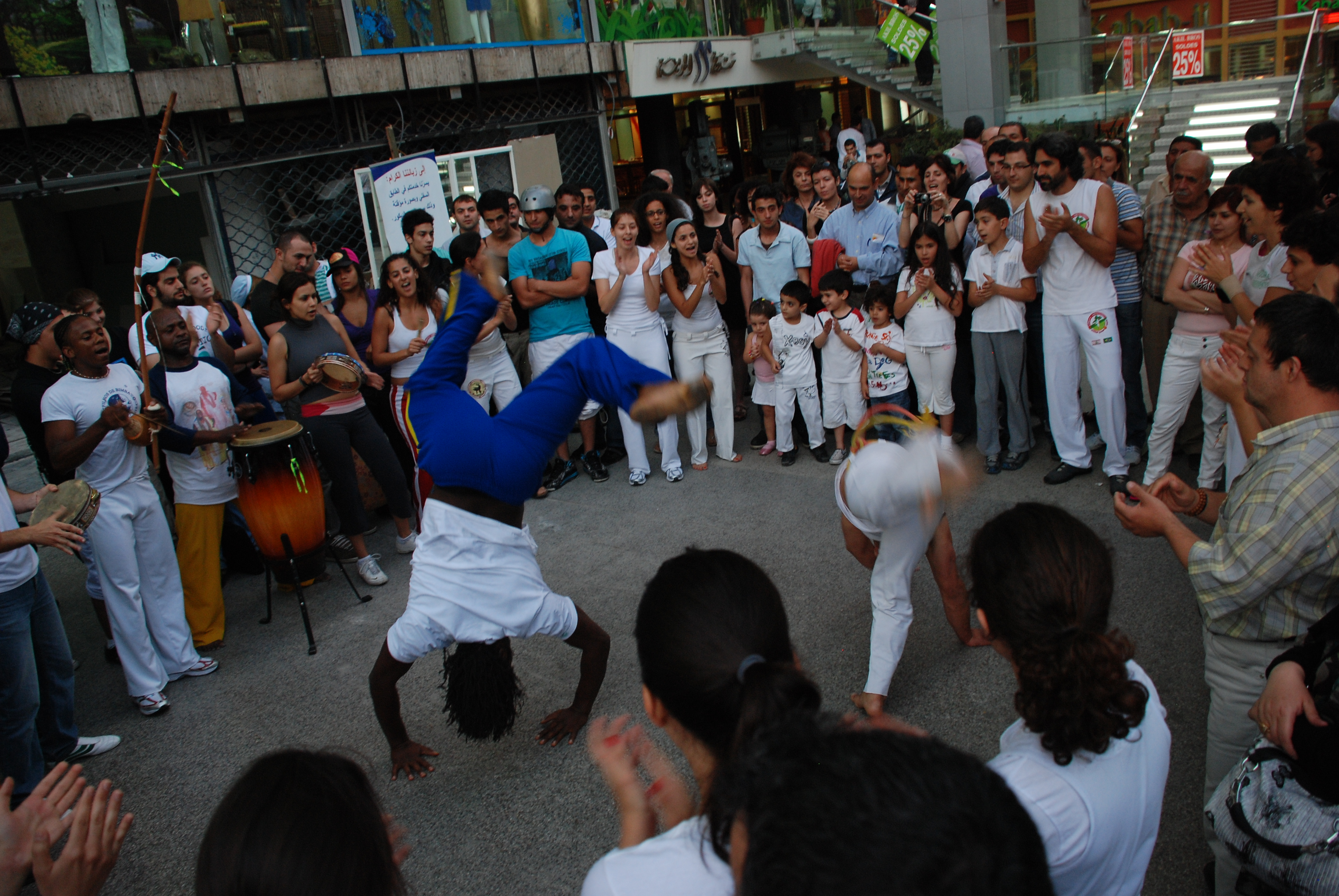